# Der Schlangenfänger
Der Schlangenfänger (russisch Змеелов Smejelow) ist ein Roman des russischen Schriftstellers Lasar Karelin, der 1980/1981 entstand und 1983 im Verlag Moskauer Arbeiter in Moskau erschienen. Die Übertragung ins Deutsche von Monika Tantzscher brachte Volk und Welt 1985 in Berlin heraus.

## Inhalt
Moskau im Sommer 1980 oder 1981: Der 39-jährige vorbestrafte Pawel Schorochow, Absolvent des Plechanow-Instituts und ehemaliges Parteimitglied,  kehrt nach fünf Jahren in seinen Geburtsort zurück. Der Schnellzug aus Aschchabad hatte bis zum Kasaner Bahnhof mehr als drei Tage und Nächte gebraucht. Pawel hatte in der  Karakum dort in den Subtropen unmittelbar an der sowjetischen-iranischen Grenze ein Jahr im Hochland als Schlangenfänger gearbeitet und sich damit 4000 Rubel verdient. In der Schlangenfarm nahe bei der Stadt Kara-Kala hatte er für eine Kobra 30 Rubel und für eine Levanteotter 20 Rubel bekommen.
Pawels Leben ist verpfuscht. Als diplomierter Direktor der größten Moskauer Feinkosthandlung war er nach gerichtlichem Verhör wegen Bilanzfälschung, frisierter Protokolle, Preismanipulation und Unterschlagung zu acht Jahren Strafkolonie verurteilt worden. Nach vier Jahren Schufterei als Holzfäller war er wegen guter Führung vorzeitig entlassen worden.
Zu seiner ehemaligen Frau Sinaida, die sich um den gemeinsamen Sohn Serjosha wenig kümmert, kann er nicht gleich gehen. Sina hat wieder geheiratet. Pawels verwitwete Schwester Nina wohnt mit ihrer Tochter Olja ein ganzes Stück nördlich von Moskau in Dmitrow. Die Schwester hebt er sich für den Notfall auf. Also sucht Pawel als ersten einen Freund auf – Pjotr Grigorjewitsch Kotow in der Medwedkowoer Schokalski-Straße. Pjotr hat ein Sarkom. Der Sterbende wird zu Hause von der Nachtschwester Lena, einer jungen kinderlosen, mutterseelenallein lebenden Witwe, betreut. Bevor Pjotr – ein ebenso zwielichtiger Geschäftemacher wie vormals Pawel – stirbt, übergibt er dem Freunde und früheren Geschäftspartner ein Schreibheft, in die alle dubiosen Geschäfte verschlüsselt notiert sind. Pawel soll die Aufzeichnungen entschlüsseln, bleibt aber mitten in den Nachforschungen stecken. So übergibt er das Heft einem Staatsanwalt. Denn die vermutlichen Köpfe der Moskauer Schieberbande sollen ebenfalls ihre Strafe abbekommen. Pawels Feinde schicken einen Messerstecher vor. Der sticht hinterrücks zu. Pawel hatte eine Grundregel des Schlangenfangs außer Acht gelassen: Abwarten vor dem Angriff. Sich umsehen nach einem weiteren Gegner aus dem Hinterhalt. Nichtsdestotrotz, Lasar Karelin hofft zusammen mit dem Leser auf das Überleben des Schlangenfängers. Denn der Verwundete wird von der treuen Lena, seiner künftigen Frau, am Tatort umsorgt.

## Form
Die Handlung dieser Heimkehrerstory läuft etwa über eine Woche ausschließlich in Moskau. Es liegt also kein Karakum-Abenteuer vor, sondern eher eine Liebeserklärung an das alte, durch Neubauten weitgehend unverfälschte Moskau. Motive zum Thema Schlangenfang werden lediglich in den Roman hereingeholt, um Pawels Kampf gegen die Moskauer Fisch- und Obst-Schieber anhand einiger Analoga zu illustrieren. Um gegen dieses Moskauer Otterngezücht zu bestehen, muss Pawel den Wodka meiden. Trinken vor dem Schlangenfang gleicht einem Todesurteil. Das trockene Rascheln, Vorbote einer Schlange, darf nicht überhört werden. Während des einen Jahres, als Pawel als Schlangenfänger gearbeitet hatte, waren zwei Kollegen beim Schlangenfang umgekommen. Nach einem Biss muss der Schlangenfänger, der stets allein arbeitet, die Wunde rasch aufschneiden und aussaugen. Falls er nicht an die Wunde herankommt, kann das tödlich ausgehen. Geschützt sind die Beine des Schlangenfängers durch bissfeste Leinenstiefeln. Als Olja den Onkel nach den lautlichen Äußerungen der Schlangen fragt, erwidert Pawel: „Sie zischeln. Aber auf sehr verschiedene Art.“
Ein weiteres Formelement ist das „Dreierensemble“, das Lasar Karelin mehrfach auftreten lässt. Einmal sind es die Transportarbeiter Andrej, Semjon und Stassik, die Kisten mit riesigen schwarzen Pflaumen vor Pawels Gemüsegeschäft abladen. Pawels Intimfeind Boris Mironow – alias Mitritsch, alias Kolobok – hatte dem Heimkehrer nämlich Saisonarbeit als Obstverkäufer verschafft. Wahrscheinlich ist es auch Mitritsch, der am Schluss des Romans drei anonyme Schläger gedungen hat, die Pawel, dieser verkrachten Existenz, den Garaus machen sollen.
Pawel kommt gerade noch recht aus der turkmenischen Wüste, um das kompromittierende Schreibheft vom sterbenden Pjotr zu übernehmen. Der Leser denkt an einen konstruierten Zufall. Der Autor weiß es besser: „Er [Pjotr] hat... seinen Tod hinausgezögert, hat auf Sie [auf Pawel] gewartet.“

## Verfilmung
Der Roman wurde 1985 von Wadim Derbenjow verfilmt. Die Titelrolle spielte Alexander Michailow und die Lena Natalja Belochwostikowa. Leonid Markow spielte den Pjotr Kotow.

## Deutschsprachige Ausgaben
- Lasar Karelin: Der Schlangenfänger. Roman. Aus dem Russischen von Monika Tantzscher. Verlag Volk und Welt, Berlin 1985, 213 Seiten

## Anmerkung
1. ↑  Die Moskauer Sommerolympiade ist eben erst Geschichte (Verwendete Ausgabe, S. 134, 20. Z.v.o.).